# Brampton Lake
Brampton Lake är en sjö i Kanada.   Den ligger i Kenora District och provinsen Ontario, i den sydöstra delen av landet, 1 500 km väster om huvudstaden Ottawa. Brampton Lake ligger 400 meter över havet.
I omgivningarna runt Brampton Lake växer i huvudsak blandskog. Trakten runt Brampton Lake är nära nog obefolkad, med mindre än två invånare per kvadratkilometer.